# Уилям Нисканен
Уилям А. Нисканен (на английски: William A. Niskanen, 1933 – 2011) е почетен председател  на Института Катон, позиция, която той заема от 1985 година, след службата му при Съвета на икономическите съветници на президента Рейгън, където е е един от архитектите на Рейгъномиката. Нисканен е професор по икономика в Калифорнийския университет, Бъркли и УКЛА и асистент-управител на Службата за управление и бюджет.
Най-значимият труд на Нисканен „Бюрокрацията и представителното управление“ (Bureaucracy and Representative Government), публикуван през 1971 година, има голямо влияние в областта на държавния мениджмънт и публичната администрация в духа на трудовете на Лудвиг фон Мизес. Книгата е дълго време извън печат, но е преиздадена с няколко допълнителни есета, под заглавието Бюрокрацията и публична икономика (Cheltenham, UK: Edward Elgar, 1994). Трудът на Нисканен е ранен текст в областта на моделите на бюрокрация в теорията за рационалния избор. В труда си той предлага модел на бюджетна оптимизация.
Умира на 26 октомври 2011 hforkd.